# John Fleck (acteur)
Pour les articles homonymes, voir Fleck.
John Fleck (né le 7 mai 1951) est un acteur et artiste américain. Il a joué des nombreux rôles d'invité tels que Silik dans la série télévisée Star Trek : Enterprise, plusieurs personnages de Star Trek : Deep Space Nine et le pilote de Babylon 5, The Gathering (1993). Il a joué Gecko dans la série La Caravane de l'étrange, et Louis dans Murder One. Il apparaît également dans Howard... une nouvelle race de héros, Waterworld et le clip de ZZ Top Legs. Il a fait une apparition mineure dans l'épisode The Heart Attack de Seinfeld. Il joue un personnage secondaire au cours de la sixième saison de Weeds. Il a écrit et réalisé "Mad Women" à La MaMa Experimental Theatre Club. En 2005, on a pu le voir en tant que guest dans la série The Closer : L.A. enquêtes prioritaires dans l'épisode 7 de la saison 1.
En 1990, lui et trois artistes compatriotes, se retrouvent impliqués dans un procès contre le National Endowment for the Arts. John Frohnmayer (en), un des présidents de la NEA, a mis son veto au financement de son projet, une comédie de performance avec un accessoire de toilette, sur la base du contenu et a été accusé de mettre en œuvre un programme politique partisan. Le procès a finalement été remporté à la Cour suprême américaine. La NEA a ensuite cessé de financer tous les artistes individuels, à la suite de cette affaire.